# Code van Coppens
Code van Coppens is een Vlaams televisieprogramma van productiehuis Roses Are Blue op VTM, gepresenteerd door Staf Coppens en Mathias Coppens. In het programma moeten duo's bekende Vlamingen uit een escaperoom zien te ontsnappen. Het eerste seizoen werd elke week uitgezonden op woensdag. Latere seizoenen werden uitgezonden op zondagavond. Sinds 2024 wordt het programma opnieuw op woensdag uitgezonden.
Op 26 augustus 2020 kondigde RTBF aan dat het een versie van het programma voor Franstalig België produceerde onder de titel Escape Show.
Productiehuis Talpa kocht de rechten van het programma voor Nederland. De broers Coppens presenteren sinds januari 2021 tevens de Nederlandse versie, die onder de titel Code van Coppens: De wraak van de Belgen wordt uitgezonden door SBS6.
Het programma is ook verkocht aan Denemarken en aan het Midden-Oosten.

## Overzicht
| Seizoen | Seizoen   | Uitzenddag | Aantal Afl. | Presentatie  | Presentatie     | Vaste gast     | Extra info                   |
| ------- | --------- | ---------- | ----------- | ------------ | --------------- | -------------- | ---------------------------- |
| 1       | 2019      | Woensdag   | 9           | Staf Coppens | Mathias Coppens | Lieven Scheire |                              |
| Special | 2020      | Donderdag  | 1           | Staf Coppens | Mathias Coppens |                | Code van Coppens: Unlock VTM |
| 2       | 2020      | Zondag     | 9           | Staf Coppens | Mathias Coppens | Lieven Scheire |                              |
| 3       | 2021      | Zondag     | 10          | Staf Coppens | Mathias Coppens | Lieven Scheire |                              |
| 4       | 2022-2023 | Zondag     | 10          | Staf Coppens | Mathias Coppens | Lieven Scheire |                              |
| 5       | 2024      | Woensdag   | 10          | Staf Coppens | Mathias Coppens | Lieven Scheire |                              |

## Concept
In het programma nemen twee duo's bekende Vlamingen het tegen elkaar op om zo snel mogelijk te ontsnappen uit een escaperoom. Deze bestaat uit twee afzonderlijke kamers die via een tunnel of doorgang met elkaar in verbinding staan. Ze worden opgesloten en krijgen een uur de tijd om een aantal raadsels op te lossen en wetenschappelijke experimenten uit te voeren die hen naar de uitgang leiden. Staf en Mathias Coppens begeleiden de duo's vanuit een controlekamer en steken een handje toe waar nodig. Aan de uitgang worden de duo's opgewacht door de broers die hen vertellen wie de snelste tijd had.
In elke aflevering staat de escaperoom in een bepaald thema. Zo moeten de duo's een ring stelen uit een zwaarbewaakte bankkluis, of moeten ze zich een weg naar buiten graven uit een streng bewaakte gevangenis.
Elke aflevering komt Lieven Scheire langs om meer uitleg te geven over enkele wetenschappelijke principes of om de experimenten in de studio opnieuw te doen. Daarbij wordt regelmatig het studiopubliek betrokken.

## Afleveringen

### Seizoen 1
| Afl. | Uitzenddatum     | Thema                | Teams                                 | Tijd (in minuten) | Kijkcijfers |
| ---- | ---------------- | -------------------- | ------------------------------------- | ----------------- | ----------- |
| 1    | 30 oktober 2019  | Ziekenhuis           | Jonas Van Geel, Jelle Cleymans        | 57:33             | 660.352     |
| 1    | 30 oktober 2019  | Ziekenhuis           | Sandrine André, Kürt Rogiers          | 54:51             | 660.352     |
| 2    | 6 november 2019  | Horrorhuis           | Niels Albert, Christoff               | 56:38             | 524.461     |
| 2    | 6 november 2019  | Horrorhuis           | Charlotte Timmers, Olga Leyers        | 58:14             | 524.461     |
| 3    | 13 november 2019 | Bank                 | Jeroen Meus, Wim Lybaert              | 56:22             | 663.552     |
| 3    | 13 november 2019 | Bank                 | Jens Dendoncker, Lauren Versnick      | 53:48             | 663.552     |
| 4    | 20 november 2019 | Seriemoordenaar      | Dieter Coppens, Maarten Coppens       | 56:12             | 682.690     |
| 4    | 20 november 2019 | Seriemoordenaar      | Jelle De Beule, Guga Baúl             | 58:42             | 682.690     |
| 5    | 27 november 2019 | Zuidpoolbasis        | Sam De Bruyn, Laura Tesoro            | 57:40             | 655.587     |
| 5    | 27 november 2019 | Zuidpoolbasis        | Vincent Banić, Bab Buelens            | 54:45             | 655.587     |
| 6    | 4 december 2019  | Gevangenis           | Koen Wauters, Valerie De Booser       | 57:30             | 615.192     |
| 6    | 4 december 2019  | Gevangenis           | Sean Dhondt, Laura Tesoro (2)         | 55:50             | 615.192     |
| 7    | 11 december 2019 | Kerncentrale         | Olga Leyers (2), Sam De Bruyn (2)     | 54:37             | 544.082     |
| 7    | 11 december 2019 | Kerncentrale         | Dina Tersago, Ann Van Elsen           | 56:12             | 544.082     |
| 8    | 18 december 2019 | Indiana Jones        | Ruth Beeckmans, Charlotte Timmers (2) | onbekend          | 583.964     |
| 8    | 18 december 2019 | Indiana Jones        | Sven De Ridder, Rob Vanoudenhoven     | onbekend          | 583.964     |
| 9    | 25 december 2019 | Compilatieaflevering | n.v.t.                                | n.v.t.            | 277.047     |

Legende:
 Winnende team
 Verliezende team
(2) De kandidaat neemt voor de 2de keer deel.

### Seizoen 2
Vanwege de coronapandemie was er dit seizoen geen studiopubliek aanwezig. De teams bestonden uit duo's die privé of professioneel in dezelfde coronabubbel zaten.
| Afl. | Uitzenddatum      | Thema                | Teams                                    | Tijd (in minuten) | Kijkcijfers |
| ---- | ----------------- | -------------------- | ---------------------------------------- | ----------------- | ----------- |
| 1    | 6 september 2020  | Mortuarium           | Hanne, Marthe en Klaasje van K3          | 43:10             | 531.397     |
| 1    | 6 september 2020  | Mortuarium           | Gunther, Davy en Chris van de Romeo's    | 45:40             | 531.397     |
| 2    | 13 september 2020 | Hotel                | Siska Schoeters, Tomas De Soete          | 56:10             | 496.848     |
| 2    | 13 september 2020 | Hotel                | Lize Feryn, Aster Nzeyimana              | 57:30             | 496.848     |
| 3    | 20 september 2020 | Oorlog               | Dimitri Vegas, Anouk Matton              | 48:02             | 537.378     |
| 3    | 20 september 2020 | Oorlog               | Christoff De Bolle (2), Lindsay De Bolle | 51:33             | 537.378     |
| 4    | 27 september 2020 | Beenhouwerij         | Sandrine André (2), Kürt Rogiers (2)     | 51:37             | 489.345     |
| 4    | 27 september 2020 | Beenhouwerij         | Bab Buelens (2), Vincent Banić (2)       | 48:12             | 489.345     |
| 5    | 4 oktober 2020    | Space                | Andy Peelman, Dina Tersago (2)           | 51:32             | 574.648     |
| 5    | 4 oktober 2020    | Space                | Vincent Fierens, Sam De Bruyn (3)        | 48:20             | 574.648     |
| 6    | 18 oktober 2020   | Kunstroof            | Sean Dhondt (2), Allison Scott           | 58:54             | 602.833     |
| 6    | 18 oktober 2020   | Kunstroof            | Gene Thomas, Kristel Verbeke             | 57:32             | 602.833     |
| 7    | 25 oktober 2020   | Middeleeuwen         | Jens Dendoncker (3), Lauren Versnick (2) | 55:50             | 666.827     |
| 7    | 25 oktober 2020   | Middeleeuwen         | Guga Baúl (2), Tine Embrechts            | 57:20             | 666.827     |
| 8    | 1 november 2020   | Taxidermist          | Laura Tesoro (3), Julie Van den Steen    | 59:23             | 737.928     |
| 8    | 1 november 2020   | Taxidermist          | Ella Leyers, Olga Leyers (3)             | 53:21             | 737.928     |
| 9    | 8 november 2020   | Compilatieaflevering | n.v.t.                                   | n.v.t.            | 490.035     |

Legende:
 Winnende team
 Verliezende team
(2) De kandidaat neemt voor de 2de keer deel.
(3) De kandidaat neemt voor de 3de keer deel.

### Seizoen 3
Ook dit seizoen was er geen studiopubliek aanwezig. Het winnende team wordt niet langer bekendgemaakt aan de uitgang van de escaperoom maar in de studio.
| Afl. | Uitzenddatum     | Thema                | Teams                                     | Tijd (in minuten) | Kijkcijfers |
| ---- | ---------------- | -------------------- | ----------------------------------------- | ----------------- | ----------- |
| 1    | 17 oktober 2021  | Tirol                | Danira Boukhriss Terkessidis, Nora Gharib | 1:04:35           | 519.023     |
| 1    | 17 oktober 2021  | Tirol                | Andy Peelman (2), Dina Tersago (3)        | 55:22             | 519.023     |
| 2    | 24 oktober 2021  | Zoo                  | Gers Pardoel, Laura Tesoro (4)            | 56:16             | 571.533     |
| 2    | 24 oktober 2021  | Zoo                  | Jeroen De Pauw, Adriaan Van den Hoof      | 58:34             | 571.533     |
| 3    | 31 oktober 2021  | Noodlanding          | Imke Courtois, Dominique Persoone         | 57:38             | 488.763     |
| 3    | 31 oktober 2021  | Noodlanding          | Giovanni Kemper, Bab Buelens (3)          | 59:43             | 488.763     |
| 4    | 7 november 2021  | Hemel en hel         | Matteo Simoni, Bruno Vanden Broecke       | 53:46             | 488.101     |
| 4    | 7 november 2021  | Hemel en hel         | Tim Van Aelst, Ruth Beeckmans (3)         | 51:12             | 488.101     |
| 5    | 14 november 2021 | Titanic              | Bart Kaëll, Julie Van den Steen (2)       | 54:22             | 590.555     |
| 5    | 14 november 2021 | Titanic              | Natalia, Jef Neve                         | 57:03             | 590.555     |
| 6    | 21 november 2021 | Nonnenschool         | Ann Van Elsen (2), An Lemmens             | 1:10:26           | 599.687     |
| 6    | 21 november 2021 | Nonnenschool         | Conner Rousseau, Guga Baùl (3)            | 52:18             | 599.687     |
| 7    | 28 november 2021 | Chinees restaurant   | Jelle Cleymans (2), Clara Cleymans        | 53:42             | 590.421     |
| 7    | 28 november 2021 | Chinees restaurant   | Koen Wauters (3), Kris Wauters            | 51:14             | 590.421     |
| 8    | 5 december 2021  | Bakkerij             | Ingeborg, Christophe Stienlet             | 53:24             | 655.589     |
| 8    | 5 december 2021  | Bakkerij             | Maarten Vancoillie, Dorothee Dauwe        | 50:17             | 655.589     |
| 9    | 12 december 2021 | Kerst                | Bieke Ilegems, Erik Goossens              | 57:12             | 629.688     |
| 9    | 12 december 2021 | Kerst                | Aaron Blommaert, Kürt Rogiers (3)         | 1:02:13           | 629.688     |
| 10   | 19 december 2021 | Compilatieaflevering | n.v.t.                                    | n.v.t.            | 486.367     |

Legende:
 Winnende team
 Verliezende team
(2) De kandidaat neemt voor de 2de keer deel.
(3) De kandidaat neemt voor de 3de keer deel.
(4) De kandidaat neemt voor de 4de keer deel.

### Seizoen 4
Seizoen 4 van Code van Coppens startte in het najaar van 2022. Ook in dit seizoen was er geen studiopubliek aanwezig en werd het winnende team bekendgemaakt in de studio.
| Afl. | Uitzenddatum     | Thema                | Teams                                      | Tijd (in minuten) | Kijkcijfers |
| ---- | ---------------- | -------------------- | ------------------------------------------ | ----------------- | ----------- |
| 1    | 20 november 2022 | Ali Baba             | Nathalie Meskens, Tine Embrechts (2)       | 54:32             | 552.276     |
| 1    | 20 november 2022 | Ali Baba             | Pommelien Thijs, Francisco Schuster        | 52:03             | 552.276     |
| 2    | 27 november 2022 | Geitenboerderij      | Kürt Rogiers (4), Kamal Kharmach           | 50:36             | 554.564     |
| 2    | 27 november 2022 | Geitenboerderij      | Ruth Beeckmans (4), Davy Parmentier        | 52:12             | 554.564     |
| 3    | 4 december 2022  | Garage               | Jens Dendoncker (4), Jeroen Verdick        | 46:48             | 573.031     |
| 3    | 4 december 2022  | Garage               | Francesco Planckaert, Stephanie Planckaert | 49:05             | 573.031     |
| 4    | 11 december 2022 | Cinema               | Bart Kaëll (2), Luc Appermont              | 46:28             | 570.379     |
| 4    | 11 december 2022 | Cinema               | Gloria Monserez, Maksim Stojanac           | 48:51             | 570.379     |
| 5    | 18 december 2022 | Tienerkamer          | Ian Thomas, Leen Dendievel                 | 46:22             | 569.722     |
| 5    | 18 december 2022 | Tienerkamer          | Jamie-Lee Six, Nicolas Caeyers             | 49:36             | 569.722     |
| 6    | 25 december 2022 | Frituur              | Lize Feryn (2), Klaasje Meijer (2)         | 56:32             | 501.763     |
| 6    | 25 december 2022 | Frituur              | Joke Emmers, Jasmijn Van Hoof              | 56:11             | 501.763     |
| 7    | 1 januari 2023   | Himalaya             | Jeroen Meus (2), Peter Vanlaet             | 42:53             | 477.146     |
| 7    | 1 januari 2023   | Himalaya             | Nora Gharib (2), Gers Pardoel (2)          | 42:26             | 477.146     |
| 8    | 8 januari 2023   | Brandweer            | Marie Verhulst, Andy Peelman (3)           | 45:32             | 474.450     |
| 8    | 8 januari 2023   | Brandweer            | Kim Van Oncen, Loïc Van Impe               | 44:10             | 474.450     |
| 9    | 15 januari 2023  | Visserij             | Metejoor, Olivia Trappeniers               | 54:43             | 527.740     |
| 9    | 15 januari 2023  | Visserij             | Frances Lefebure, Daphne Wellens           | 56:12             | 527.740     |
| 10   | 22 januari 2023  | Compilatieaflevering | n.v.t.                                     | n.v.t.            | 296.423     |

Legende:
 Winnende team
 Verliezende team
(2) De kandidaat neemt voor de 2de keer deel.
(3) De kandidaat neemt voor de 3de keer deel.
(4) De kandidaat neemt voor de 4de keer deel.

### Seizoen 5
Seizoen 5 werd aangekondigd op 16 januari 2024 en startte in het voorjaar van 2024. Voor de negende aflevering van dit seizoen sloegen de productiehuizen VTM en TALPA de handen in elkaar en maakten een bijzondere aflevering met twee bekende Vlamingen en twee bekende Nederlanders. Deze aflevering was in de Vlaamse en Nederlandse versie te zien.
| Afl. | Uitzenddatum     | Thema                                              | Teams                                     | Tijd (in minuten) | Kijkcijfers |
| ---- | ---------------- | -------------------------------------------------- | ----------------------------------------- | ----------------- | ----------- |
| 1    | 14 februari 2024 | SM Wellness                                        | Ruth Beeckmans (5), Ben Segers            | 46:22             | 409.279     |
| 1    | 14 februari 2024 | SM Wellness                                        | Véronique De Kock, Bart Appeltans         | 43:39             | 409.279     |
| 2    | 21 februari 2024 | Coppens Cops Academy                               | Fien Germijns, Bart Cannaerts             | 45:37             | 364.393     |
| 2    | 21 februari 2024 | Coppens Cops Academy                               | Vincent Fierens (2), Sean Dhondt (3)      | 48:11             | 364.393     |
| 3    | 28 februari 2024 | Labo van Lobeau Tommy                              | Serine Ayari, Bart Hollanders             | 43:46             | 629.051     |
| 3    | 28 februari 2024 | Labo van Lobeau Tommy                              | Emilie Vansteenkiste, Jens Dendoncker (5) | 44:25             | 629.051     |
| 4    | 6 maart 2024     | Murassig Park                                      | Joke Emmers (2), Charlotte Timmers (3)    | 46:34             | 329.551     |
| 4    | 6 maart 2024     | Murassig Park                                      | Begijn Lebleu, Gunther Neefs              | 48:52             | 329.551     |
| 5    | 13 maart 2024    | Het Sterfbed van de Koning                         | Dieter Coppens (2), Joris Hessels         | 52:26             | 386.951     |
| 5    | 13 maart 2024    | Het Sterfbed van de Koning                         | Anke Buckinx, Heidi Van Tielen            | 51:13             | 386.951     |
| 6    | 20 maart 2024    | Euro Coppens Songfestival                          | Nora Gharib (3), Aaron Blommaert (2)      | 53:04             | 427.717     |
| 6    | 20 maart 2024    | Euro Coppens Songfestival                          | Lieven Scheire, Hetty Helsmoortel         | 51:47             | 427.717     |
| 7    | 27 maart 2024    | Ambras aan Zee                                     | Jade Mintjens, Jeroen Verdick (2)         | 48:38             | 320.053     |
| 7    | 27 maart 2024    | Ambras aan Zee                                     | Lotte Vanwezemael, Roman Van Houtven      | 49:52             | 320.053     |
| 8    | 3 april 2024     | Mathi’s Travel Agency                              | Henk Rijckaert, Jeroen Baert              | 55:18             | 344.628     |
| 8    | 3 april 2024     | Mathi’s Travel Agency                              | Tine Embrechts (3), OSKI                  | 53:46             | 344.628     |
| 9    | 10 april 2024    | Trip Down Memory Lane                              | Kürt Rogiers (5), Sandrine André (3)      | 52:31             | 303.836     |
| 9    | 10 april 2024    | Trip Down Memory Lane                              | Dennis Weening, Leo Alkemade              | 54:47             | 303.836     |
| 10   | 17 april 2024    | De strafste der Lage Landen (Compilatieaflevering) | n.v.t.                                    | n.v.t.            | 194.652     |

Legende:
 Winnende team
 Verliezende team
(2) De kandidaat neemt voor de 2de keer deel.
(3) De kandidaat neemt voor de 3de keer deel.
(4) De kandidaat neemt voor de 4de keer deel.
(5) De kandidaat neemt voor de 5de keer deel.

## Specials

### Code van Coppens: Unlock VTM
Op 20 augustus 2020 werd een speciale aflevering getiteld Code van Coppens: Unlock VTM uitgezonden met als thema ruimtevaart. De deelnemers waren Koen Wauters (2), Ruth Beeckmans (2), Jens Dendoncker (2) en Karen Damen. Doorheen het spel werden details vrijgegeven over de najaar programmatie van VTM en de nieuwe zenders VTM 2, 3 en 4. Deze aflevering bereikte 368.192 kijkers op de dag van uitzending. Het thema ruimtevaart kwam ook terug in de vijfde aflevering van het tweede seizoen.

### Code van Coppens: 30 jaar Familie
Op 12 december 2021 werd een speciale aflevering getiteld Code van Coppens 30 jaar Familie uitgezonden met als thema Kerstmis. De deelnemers waren Aaron Blommaert en Kürt Rogiers (Raven en Lars in Familie) en Bieke Ilegems en Erik Goossens (Babette en Peter in Familie). Deze aflevering bereikte 629.688 kijkers. De aflevering is opgenomen hierboven als voorlaatste aflevering van seizoen 3.

## Trivia
- Ann Van Elsen en An Lemmens zaten het langste in een kamer; het duurde hen 1:10:26 uur. Nora Gharib en Gers Pardoel waren het snelste uit een kamer; het duurde hen 42:26 uur.
- Ruth Beeckmans, Jens Dendoncker en Kürt Rogiers hebben het vaakst deelgenomen, alle drie al 5 keer.
- Lieven Scheire was in elke aflevering te zien als vaste expert ter zake, behalve in de special Unlock VTM en de 9de aflevering van seizoen 5. Tijdens de 6de aflevering van datzelfde seizoen speelde hij zelf mee.
- Ingeborg, Klaasje Meijer en Gers Pardoel waren ook te zien als kandidaat in de Nederlandse versie, Code van Coppens: De wraak van de Belgen. Dennis Weening en Leo Alkemade waren er al eerder in te zien.